# Anton Allemann
Anton «Toni» Allemann (* 6. Januar 1936 in Solothurn; † 3. August 2008 in Klosters) war ein Schweizer Fussballspieler. Mit den Young Boys Bern gewann er in der Nationalliga A in den Jahren 1958 bis 1960 dreimal die Meisterschaft in der Schweiz.

## Karriere als Fussballer

### Vereine

#### Young Boys Bern, 1957–1961
In den drei Meisterschaftsrunden von 1957/58 bis 1959/60 gewann Allemann als Stürmer mit seinem Verein Young Boys Bern dreimal in Folge den Titel des schweizerischen Fussballmeisters. Im Jahre 1961 wurde er mit seiner Mannschaft Vizemeister. Der Cupgewinn von 1958 gelang im Wiederholungsspiel gegen die Grasshoppers Zürich. Das Spiel endete mit 4:1 Toren.
Im Europapokal der Runde 1958/59 konnte Allemann mit seiner Mannschaft bis in den Halbfinal vordringen. Überwunden wurden hierzu sowohl MTK Budapest wie auch Wismut Aue. Im Jahr danach scheiterte YB im Europapokal am deutschen Meister Eintracht Frankfurt. Im Wankdorfstadion wurde die überlegen spielende Eidgenossen-Elf in der zweiten Halbzeit durch die Riederwälder ausgekontert und verlor mit 1:4 Toren. Im Rückspiel in Frankfurt zeigte der Torhüter Walter Eich eine herausragende Leistung. Die Eintracht musste sich mit einem 1:1 begnügen.

#### Im Ausland (Mantova, Eindhoven und Nürnberg), 1961–1966
- Allemann hatte mit seinen internationalen Auftritten die Verantwortlichen des italienischen Vereins AC Mantova in Mantua (Lombardei) auf sich aufmerksam gemacht. Für einen Vereinswechsel wurden ihm 70'000 Franken geboten. Allemann nahm das Angebot an und wechselte im Sommer 1961 nach Italien. Der AC Mantova war zur Saison 1961/62 in die Serie A des italienischen Fussballs aufgestiegen und bot somit auch eine sportliche Perspektive.
- Nach zwei Jahren beim AC Mantova spielte Allemann für eine Saison (1963/64) in den Niederlanden für die PSV Eindhoven.
- Anschliessend wechselte der dribbelstarke Linksaussen in die erst ein Jahr zuvor gegründete deutsche Bundesliga. 1964 verpflichtete der 1. FC Nürnberg den damals 28-jährigen Nationalspieler als Stürmer. Die Trainer des Vereins Gunther Baumann (in der Saison  1964/65) und Jenő Csaknády (in der Saison 1965/66) waren jedoch mit den Leistungen Allemanns nicht zufrieden. Daher verliess er Nürnberg bereits zum Ende der Saison 1966 wieder. In 50 Bundesligaspielen hatte er acht Tore erzielt.

#### Wieder in der Schweiz, 1966–1973
1966 kehrte Allemann in die Schweiz zum Grasshopper Club Zürich zurück. In seiner zweiten Saison (1967/68) verpasste er nach Entscheidungsspielen gegen den Lokalrivalen FC Zürich und den FC Lugano seinen vierten Meisterschaftsgewinn in der Schweiz. Die Entscheidungsspiele waren durch Punktgleichheit nötig geworden. Der inzwischen 32-Jährige wurde mit dem Grasshopper Club Zürich Vizemeister. Zum Ende der Saison 1967/68 verliess er den Grasshopper Club Zürich wieder. Er beendete – nachdem er zwischenzeitlich noch bei zwei weiteren Vereinen tätig gewesen war – beim seinerzeit in der zweithöchsten Schweizer Liga spielenden FC Schaffhausen als Spielertrainer seine Karriere zu Ende der Saison 1972/73 im Alter von 37 Jahren.

### Nationalmannschaft, 1958–1966
Nationaltrainer Jacques Spagnoli berief den 22-jährigen Stürmer von Young Boys Bern zum ersten Mal am 7. Mai 1958 in die Schweizer Nationalmannschaft. Anlass war das Freundschaftsspiel gegen Schweden in Helsingborg. «Toni» Allemann war zweifacher Torschütze bei der 2:3-Niederlage gegen das Veranstalterland der Weltmeisterschaft 1958.
Am 12. November 1961 in Berlin stürmte Allemann im Angriff der Mannschaft von Karl Rappan beim Entscheidungsspiel gegen Schweden. Der Vizeweltmeister Schweden wurde mit 2:1 Toren geschlagen. Die Qualifikation für die Weltmeisterschaft in Chile war gelungen. In Santiago vertrat Allemann die Schweizer Farben in allen drei Gruppenspielen gegen Chile, Deutschland und Italien. In der WM-Qualifikation für das Turnier 1966 in England wurde er für das Spiel am 14. November 1965 in Bern nominiert. Beim 2:1-Sieg über Holland schoss er kurz vor Schluss den Siegestreffer und sicherte der Mannschaft endgültig die Teilnahme an der Weltmeisterschaft 1966. Am 19. Juni 1966 hatte er den letzten Einsatz in der Nationalmannschaft. Trainer Alfredo Foni fuhr ohne den 30-jährigen Stürmer zur Weltmeisterschaft 1966 nach England. Allemann bestritt von 1958 bis 1966 27 Länderspiele mit neun Toren für die Schweiz. Er war der erste Schweizer, der im Wembley-Stadion ein Länderspieltor erzielte.

## Nach der Zeit als aktiver Fussballer
Nach seiner Zeit als aktiver Fussballer war Allemann selbständig tätig. Zuletzt betätigte er sich in der Computer-Branche.
Allemann starb im Alter von 72 Jahren bei einem Senioren-Tennisturnier in Klosters an Herzversagen.

## Sonstiges
Allemann war mit einer Peruanerin verheiratet und hatte drei Kinder. Er war 1966 der Erste, dem es viermal gelang, an der Torwand des Aktuellen Sportstudios zu treffen.